# Steve Purdy
Steven Francis Gordon "Steve" Purdy Ramos (ur. 5 lutego 1985 w Bakersfield) – salwadorski piłkarz pochodzenia amerykańskiego występujący na pozycji środkowego obrońcy, obecnie zawodnik Portland Timbers.

## Kariera klubowa
Purdy, syn Amerykanina i Salwadorki, pochodzi z miasta Bakersfield w Kalifornii. Uczęszczał do Archbishop Mitty High School w San Jose, a następnie do University of California, gdzie występował w drużynie California Golden Bears. W późniejszym czasie był zawodnikiem San Francisco Seals z czwartej ligi amerykańskiej – USL Premier Development League, jednak nie rozegrał w jego barwach ani jednego spotkania. W 2007 roku podpisał profesjonalny kontrakt z niemieckim drugoligowcem TSV 1860 Monachium, jednak nie zdołał wystąpić w żadnym meczu pierwszej drużyny. Jako zawodnik rezerw TSV wybiegał na plac gry w 26 spotkaniach niemieckiej 3. Ligi, nie wpisując się na listę strzelców.
W styczniu 2009 Purdy powrócił do USA, zostając piłkarzem drużyny FC Dallas. W Major League Soccer zadebiutował 21 marca tego samego roku w przegranym 1:3 spotkaniu z Chicago Fire. Nie potrafił sobie jednak wywalczyć miejsca w wyjściowej jedenastce i rozegrał dla Dallas jedynie pięć ligowych spotkań. Na początku kwietnia 2010 jako wolny zawodnik podpisał umowę z drugoligowym Portland Timbers, gdzie szybko został kluczowym graczem drużyny. Po roku ekipa Timbers dołączyła do najwyższej klasy rozgrywkowej – MLS, natomiast Purdy przedłużył kontrakt z zespołem.

## Kariera reprezentacyjna
Purdy występował w kilku kadrach młodzieżowych USA – U-17, U-20 i U-23. Do seniorskiej reprezentacji USA został powołany w październiku 2007 na towarzyski mecz ze Szwajcarią, jednak nie zdołał w nim zadebiutować. W 2010 roku zadeklarował chęć gry w reprezentacji Salwadoru. W marcu 2011 dostał do niej powołanie, lecz na wyjazd nie pozwolił jego ówczesny klub, Portland Timbers. Salwadorskie obywatelstwo otrzymał w maju tego samego roku.
W 2011 roku Purdy znalazł się w ogłoszonym przez urugwajskiego selekcjonera Rubéna Israela składzie Salwadoru na Złoty Puchar CONCACAF. Wówczas, 20 czerwca w zremisowanym 1:1, a później przegranym w serii rzutów karnych spotkaniu ćwierćfinałowym z Panamą, zadebiutował w seniorskiej kadrze narodowej. Premierowego gola w reprezentacji strzelił 11 października 2011 w wygranej 4:0 konfrontacji z Kajmanami, wchodzącej w skład eliminacji do Mistrzostw Świata 2014.